# 加德納斯鎮區 (北卡羅萊納州威爾遜縣)
加德納斯鎮區（英語：Gardners Township）是位於美國北卡羅萊納州威爾遜縣的一個鎮區。

## 地方資料
加德納斯鎮區的面積為109.03平方千米，皆為陸地。根據2020年美國人口普查的數據，當地共有人口3668人，而人口密度為每平方千米33.64人。